# Ralf Hütter
Ralf Hütter, född 20 augusti 1946 i Krefeld, är en tysk musiker och kompositör. Tillsammans med Florian Schneider grundade han det inflytelserika bandet Kraftwerk.

## Biografi
Ralf Hütter föddes och växte upp i Krefeld som son till en läkare. Kring mitten av 1960-talet spelade han orgel i popgrupperna The Quartermasters och The Phantoms. På universitetet utbildade han sig till arkitekt.
År 1968 grundade Hütter gruppen Organisation tillsammans med Florian Schneider, efter att de hade träffats på en improvisationskurs på Düsseldorfs musikkonservatorium. Tillsammans med andra musiker gav de ut albumet Tone Float 1970. Alfred Mönicks, en av bandets medlemmar, förklarade i en intervju att bandet redan kallade sig för Kraftwerk, innan LP:n Tone Float spelades in, det vill säga 1969, men att skivbolaget RCA ansåg att det tyska namnet inte skulle fungera internationellt. I samma intervju berättar han även att Ralf Hütter och Florian Schneider ville att bandet skulle ge sig ut på en turné till USA och England, men att de andra medlemmarna istället ville slutföra sina studier och därmed hoppade av bandet.

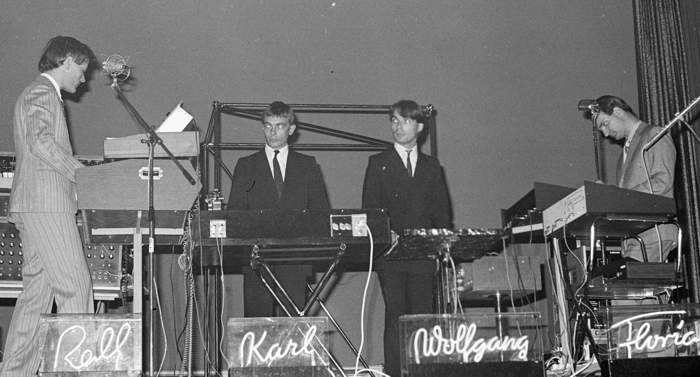
Kraftwerk under en konsert i Zürich den 3 oktober 1976 med den klassiska sättningen: Ralf Hütter, Karl Bartos, Wolfgang Flür och Florian Schneider.

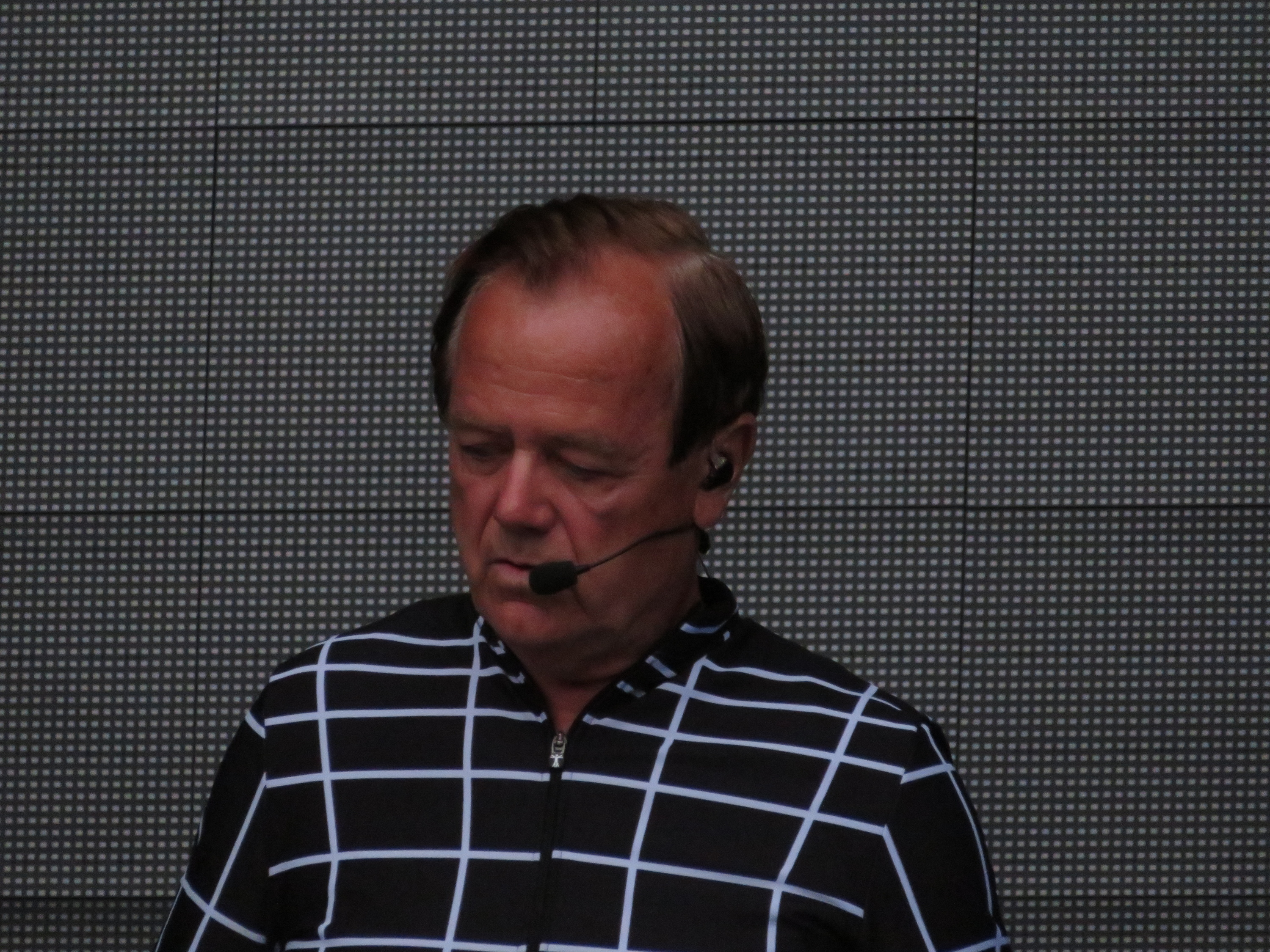
Ralf Hütter vid en konsert år 2018.

Ur bandet Organisation grundade Ralf Hütter och Florian Schneider bandet Kraftwerk. Under åren 1970–1973 släppte de tre album. År 1974 slog de igenom internationellt med albumet och singeln Autobahn och efter det har de fram till 2003 släppt ytterligare sju studioalbum.
Hütter har ofta framställt sig själv som den konceptuella hjärnan bakom bandet, medan Florian Schneider framställs som teknikern och konstruktören bakom soundet. Det är Hütter som framför merparten av all sång och sedan mitten av 1970-talet har han varit bandets talesman inför media.

## Privatliv
Lite är känt om hans privatliv eftersom han är mycket tystlåten om annat än Kraftwerk i intervjusammanhang. Han är dock vegetarian och språkbegåvad. Han talar förutom tyska även engelska och franska flytande och har även använt andra språk i intervjuer som exempelvis italienska och spanska.
Utöver att vara musiker är han även cyklist och under en period tränade han varje förmiddag, innan han påbörjade sitt arbete i Kling Klang Studion. År 1983 råkade han ut för en allvarlig cykelolycka och hamnade på sjukhus. I media hävdades att han skulle ha hamnat i koma, vilket Hütter dementerat i intervjuer. Ralf Hütter har tävlingscyklat vid ett flertal tillfällen: bland annat deltog han i Maratona delle Dolomiti i Italien 1989.

## Diskografi

### Album

#### Organisation(1970)
| År   | Album      |
| ---- | ---------- |
| 1970 | Tone Float |

#### Kraftwerk(1970–1973)
| År   | Album            |
| ---- | ---------------- |
| 1970 | Kraftwerk        |
| 1971 | Kraftwerk 2      |
| 1973 | Ralf und Florian |

#### Kraftwerk(1974–)
| Album | Album                       | Album                       |
| År    | Tysk Titel                  | Engelsk Titel               |
| ----- | --------------------------- | --------------------------- |
| 1974  | Autobahn                    | Autobahn                    |
| 1975  | Radioaktivität              | Radio-Activity              |
| 1977  | Trans Europa Express        | Trans-Europe Express        |
| 1978  | Die Mensch-Maschine         | The Man Machine             |
| 1981  | Computerwelt                | Computerworld               |
| 1983  | Techno Pop (aldrig utgiven) | Techno Pop (aldrig utgiven) |
| 1986  | Electric Cafe               | Electric Cafe               |
| 1991  | The Mix                     | The Mix                     |
| 2003  | Tour De France Soundtracks  | Tour De France Soundtracks  |